# Echinorhynchus salmonis
Echinorhynchus salmonis is een soort haakworm uit het geslacht Echinorhynchus. De worm behoort tot de familie Echinorhynchidae. Echinorhynchus salmonis werd in 1784 beschreven door Mueller.